# Giv‘at ‘Alil
Giv‘at ‘Alil (hebreiska: גבעת עליל) är en kulle i Israel.   Den ligger i distriktet Norra distriktet, i den norra delen av landet. Toppen på Giv‘at ‘Alil är 48 meter över havet.
Terrängen runt Giv‘at ‘Alil är platt österut, men västerut är den kuperad. Runt Giv‘at ‘Alil är det ganska tätbefolkat, med 80 invånare per kvadratkilometer. Närmaste större samhälle är Haifa, 16,5 km väster om Giv‘at ‘Alil. Trakten runt Giv‘at ‘Alil består till största delen av jordbruksmark.